# Lindsay Seidel
Lindsay Seidel (...) è un'attrice e doppiatrice statunitense.

## Filmografia

### Film
- The Final (2010)
- La strana coppia (2010)
- Lone Star (2010)
- Throwing Stones (2012)
- Morganville: The Series (2014)

### Doppiatrice
- Banbû brêdo (2007)
- Jûshin enbu (2008)
- Sôru îtâ (2008)
- Shangri-La (2009)
- Phantom: Requiem for the Phantom (2009)
- One Piece: Avventura sulle isole volanti (2010)
- To aru kagaku no rêruga (2010)
- Trigun: Badlands Rumble (2010)
- Freezing (2011)
- Deadman Wonderland (2011)
- Steins;Gate (2011)
- Blood-C (2011)
- High School DxD (2012)
- The Infliction (2012)
- Garo (2016)
- SSSS.Gridman (2018)
- Bucchigiri?! (2024)